# Юлий III
Ю́лий III (лат. Iulius PP. III; в миру Джованни Мария Чокки дель Монте, итал. Giovanni Maria Ciocchi del Monte; 10 сентября 1487, Рим — 23 марта 1555[…], Рим) — папа римский с 7 февраля 1550 года по 23 марта 1555 года.
Предал сожжению еврейский Талмуд (1553/1554).

## Ранняя карьера
Джанмария Чокки дель Монте родился 10 сентября 1487 в Риме. Семья его происходила из Монте-Сан-Савино. Он был учеником гуманиста Раффаэле Брандолини Липпо, а затем изучал право в Перудже и Сиене. За время своей карьеры, он проявил себя как блестящий канонист, но не как богослов . Дель Монте был племянником Антонио Марии Чокки дель Монте, архиепископа Манфредонии (1506—1511). В 1512 году эту должность занял сам Джанмария. В 1520 году он также стал епископом Павии. При разграблении Рима (1527) Джанмария был одним из заложников, данных папой Климентом VII императору, и едва избежал казни. Папа Павел III назначил его кардиналом и первым председателем совещаний Тридентского собора (1545/47).

## Папство

### Избрание
Павел III умер 10 ноября 1549 года, и в последовавшем конклаве сорок восемь кардиналов разделились на три фракции: имперская фракция хотела вновь созвать Тридентский собор, французская этому противилась, а фракция Фарнезе, лояльная к семейству предыдущего папы, поддержала избрание внука Павла III, кардинала Алессандро Фарнезе.
Ни французы, ни немцы не поддержали дель Монте, а император прямо исключил его из списка приемлемых кандидатов, но французы смогли блокировать другие две фракции, позволив дель Монте представить себя в качестве компромиссного кандидата и быть избранным 7 февраля 1550 года. Оттавио Фарнезе, чья поддержка имела решающее значение для исхода выборов, был немедленно утверждён новым папой в качестве герцога Пармы.

### Церковные реформы

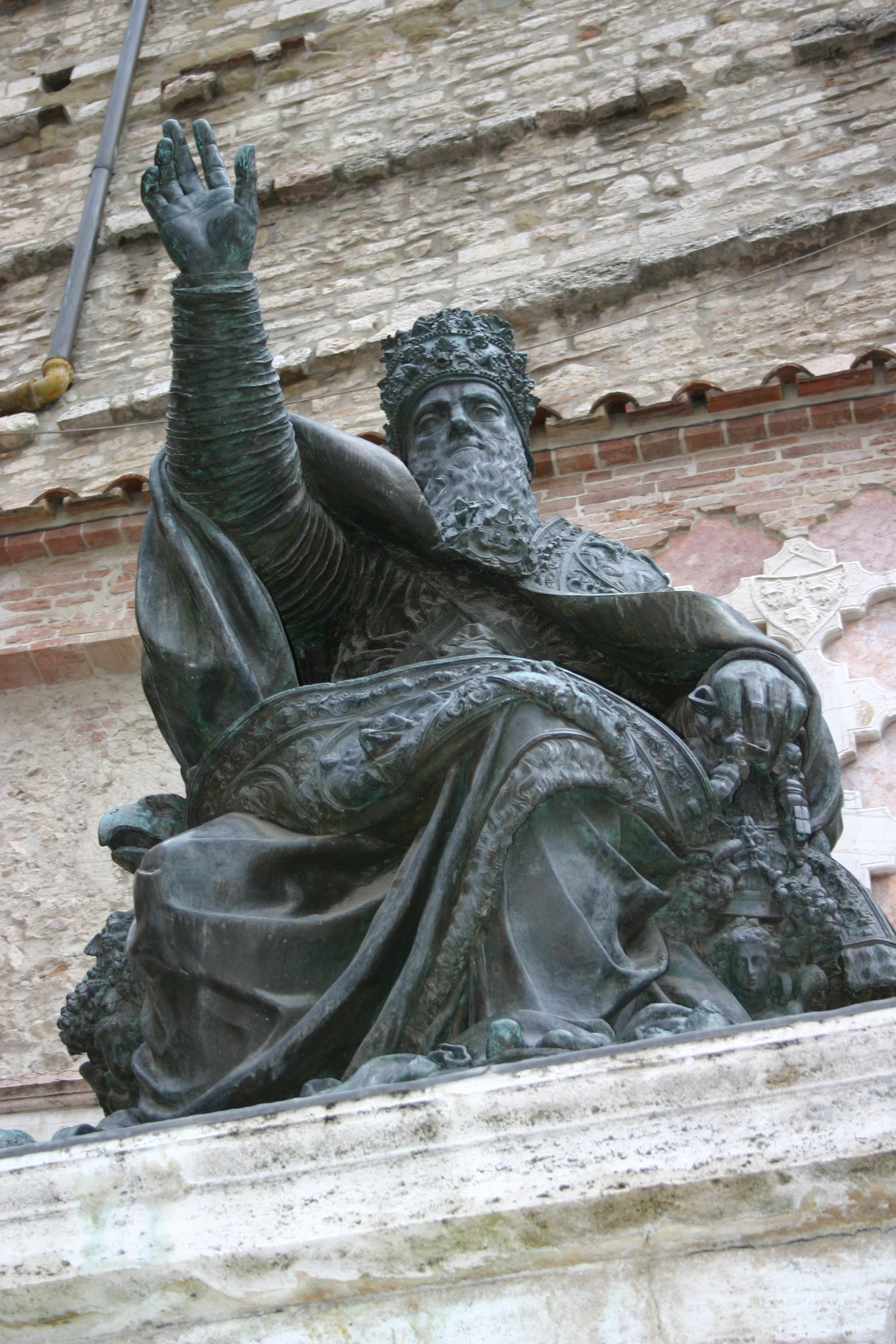
Бронзовая статуя Юлия III в Перудже, 1555.

В начале своего правления Юлий всерьёз взялся за реформу католической церкви. Но в реальности сделано было очень мало. В 1551 году, по просьбе императора Карла V, он приказал возобновить заседания Тридентского собора и вступил в лигу против герцога Пармы и Генриха II Французского (1547-59), но вскоре после этого примирился со своими врагами и приостановил заседания Собора (1553).
Юлий больше довольствовался итальянской политикой и удалился в свой роскошный дворец Вилла Джулия, который он построил для себя недалеко от ворот Порта-дель-Пополо. Там он проводил время с комфортом, делая время от времени робкие усилия по реформированию Церкви. Юлий III возобновил традиции праздников и карнавалов в Риме.
Католицизм был временно восстановлен в Англии при королеве Марии Тюдор в 1553 году, и Юлий послал кардинала Реджинальда Поула как своего легата с широкими полномочиями, чтобы закрепить успех. В феврале 1555 года от английского парламента к папе был отправлен посланник, чтобы сообщить ему об официальном возвращении страны под власть папы римского, но папа умер прежде, чем посланник достиг Рима.
Незадолго до своей смерти Юлий отправил кардинала Джованни Мороне представлять интересы Святого Престола при заключении Аугсбургского мира.
Юлий III назначил кардиналами не только своих родственников, но и служителя, присматривавшего за обезьянами, которых папа содержал в своих парках. В 1551 капельмейстером папского двора стал композитор Джованни Пьерлуиджи Палестрина (1525—1594) — самый выдающийся представитель полифонии эпохи Возрождения.

### Скандал с Инноченцо дель Монте
Папство Юлия было отмечено рядом скандалов, наиболее заметный из которых разгорелся вокруг приёмного племянника папы, Инноченцо дель Монте. Инноченцо был нищим подростком, найденным на улицах Пармы, которого дель Монте взяли в дом в качестве слуги. Возраст мальчика, по разным данным, составлял 14, 15 или 17 лет. После избрания Юлия папой, Инноченцо был принят в семью брата папы, и Юлий вскоре даровал ему кардинальский титул. Юлий осыпал своего любимца бенефициями, подарив ему аббатства Мон-Сен-Мишель в Нормандии и Сан-Дзено в Вероне, а позднее, и аббатства Сен-Саба, Мирамондо, Гроттаферрате и Фраскати. Когда поползли слухи о наличии неких «особых отношениях» между папой и его приёмным племянником, Юлий отказался принять меры. Кардиналы Реджинальд Поул и Джованни Карафа (будущий Павел IV) предупредили папу о «злых домыслах по поводу того, как молодой человек без отца так возвысился».
Поэт Жоашен дю Белле, который жил в Риме в это время в свите своего родственника, кардинала Жана Дю Белле, выразил эти слухи в двух сонетах из своей серии «Les regrets» (1558), описав «Ганимеда с красной шляпой на голове». Придворный поэт Джироламо Мудзио в письме от 1550 года к Ферранте Гонзага, правителю Милана, писал: «Они пишут много плохих вещей об этом новом папе, что он порочен, горделив и ненормален». Враги папы подхватили слух и стали обвинять его в педофилии и гомосексуализме. Самым безобидным оказался слух о том, что Инноченцо — незаконнорождённый сын папы.
Апогея скандал вокруг Инноченцо достиг уже после смерти Юлия. Он был временно изгнан из города после убийства двух мужчин, которые оскорбляли его, а затем — снова изгнан после изнасилования двух женщин. Он пытался использовать свои связи в Коллегии кардиналов, чтобы добиться прощения, но его влияние ослабло, и он умер в безвестности.